# Olabisi Ugbebor
Olabisi Oreofe Ugbebor  (nombre de nacimiento Grace Olabisi Falode, nació el 29 de enero de 1951) es la primera mujer catedrática en matemáticas en Nigeria. Nacida en Lagos,  estudió matemáticas en la Universidad de Ibadan y posteriormente en la Universidad de Londres, donde  obtuvo su doctorado en 1976.

## Educación y carrera académica
Nacida en Lagos, Ugbebor realizó la educación secundaria en  Queen's College, en Lagos. Completó su primer grado en Matemáticas en la Universidad de Ibadan en 1972. En 1973, obtuvo un diploma de posgrado en estadísticas en la University College de Londres, antes de completar su tesis sobre "Sample Path Properties of Brownian Motion" (1976) a la edad de 25. Cuando estuvo en Unibadan, era la única mujer de la clase. Es también la primera mujer nigeriana en conseguir un doctorado y convertirse en profesora catedrática de Matemáticas. En 2017, fue nombrada Socia  de la Asociación de Matemáticas de Nigeria.